# 25 Dywizja Atomowych Okrętów Podwodnych
25 Dywizja Atomowych Okrętów Podwodnych (25DAOP) (ros. 25-я Краснознамённая дивизия подводных лодок) – związek taktyczny Sił Zbrojnych Federacji Rosyjskiej w strukturach Floty Oceanu Spokojnego.
Dywizja wchodziła  w skład (2008) 16 Eskadry Atomowych Okrętów Podwodnych z Rybaczyj.

## Okręty
| Okręty dywizji w linii w 2008  |                    |                 |
| Nazwa                          | Typ                | Uwagi           |
| K-211 Pietropawłowsk Kamczacki | OPARB proj. 667BDR |                 |
| K-223 Podolsk                  | OPARB proj. 667BDR | w linii od 1980 |
| K-433 św. Grzegorz Zwycięzca   | OPARB proj. 667BDR | w linii od 1981 |
| K-506 Zelonograd               | OPARB proj. 667BDR | w linii od 1979 |
| K-44 Riazań                    | OPARB proj. 667BDR | w linii od 1981 |

W kwietniu 2015 do służby bojowej wszedł K-550 Aleksander Newski.